# 家づくりナビ (雑誌)
家づくりナビ(雑誌)は、株式会社カラフルカンパニー発行の、北陸エリア(石川県、富山県、福井県)における住宅情報雑誌。偶数月末(2月末、4月末、6月末、8月末、10月末、12月末)に発売。

## 概要
- 1996年9月20日に創刊。当初は年4回発行の季刊誌だったが、2015年6月末発行号より隔月刊に変更。「マイホームいしかわ」は前身媒体。
- 「資金面での不安を解消できる」「家づくりの流れがわかる」「北陸の住宅会社の特長がわかる」「理想的なマイホーム像を読者自身が発見できる」「住宅のトレンドや家づくりのアイデアが見つかる」の5つをコンセプトに据えている。
- 石川県、富山県、福井県の住宅会社、ハウスメーカー、工務店、建築事務所などの紹介から、同エリア内で開催される内見会や構造見学会などのイベント情報も掲載されている。
- 誌面のほかにWebサイトも存在しており、こちらでは住宅イベントや各社モデルハウスの見学予約が可能